# Odelzhausen
Odelzhausen er en kommune i Landkreis Dachau, i Regierungsbezirk Oberbayern i den tyske delstat Bayern, med godt 4.100 indbyggere. Odelzhausen udgør sammen med kommunerne Sulzemoos og Pfaffenhofen an der Glonn Verwaltungsgemeinschaft Odelzhausen.

## Geografi
Der er 14 landsbyer og bebyggelser i kommunen:
- Dietenhausen
- Ebertshausen
- Essenbach
- Gaggers
- Hadersried
- Höfa
- Lukka und Todtenried
- Miegersbach
- Roßbach
- Odelzhausen
- St. Johann
- Sittenbach
- Sixtnitgern
- Taxa

### Trafik
Odelzhausen ligger ved Bundesautobahn 8 Stuttgart–München.